# Fauveliopsidae
Fauveliopsidae (лат.) — семейство кольчатых червей отряда Terebellida из подкласса Sedentaria класса многощетинковых.

## Описание
Небольшие личинкоподобные многощетинковые черви. Для них характерно наличие папилл между рами в каждом параподии. Гладкотелые полихеты без передних придатков. Хоботок представляет собой вентральную мускулистую подушечку. Все сетигеры бирамовидные с простыми лимбатными волосками и маленькой округлой папиллой между рами. Параподиальные доли редуцированы.
Встречаются в основном в морских глубинах, как свободноживущие, так и обитающие в мёртвых раковинах брюхоногих моллюсков, скафопод и фораминифер.

## Систематика и этимология
Известно 3 рода и около 30 видов. Семейство Fauveliopsidae было впервые образовано в 1971 году. Оно было создано для четырёх родов, похожих на Flabelligeridae, включая типовой род Fauveliopsis; однако впоследствии понятие семейства было сужено до включения только типового рода. Фаувелиопсиды классифицировались или в отряде Flabelligerida вместе с Flabelligeridae и Acrocirridae (George & Hartmann- Schréder 1985), или в самостоятельном отряде (Fauchald 1977). Кладистический анализ Rouse & Fauchald (1997) предполагает родственные отношения с Flabelligeridae или с Flabelligeridae и Sternaspidae; они поместили все эти семейства вместе в Terebellida.
Название рода Fauveliopsis и семейства Fauveliopsidae дано в честь французского зоолога Pierre Fauvel (1866—1955), специалиста по многощетинковым червям.
- Fauveliopsis McIntosh, 1922[9] — около 15 видов
- Laubieriopsis Petersen, 2000[10][5][11][12] — около 10 видов
- Riseriopsis Salazar-Vallejo, Zhadan & Rizzo, 2019 — 3 вида